# Isah Eliakwu
Isah Abdulahi Eliakwu (Lokoja, 25 ottobre 1985) è un ex calciatore nigeriano, di ruolo attaccante.

## Carriera
Prelevato giovanissimo in Nigeria dalle giovanili della Reggiana nel 2001, l'anno successivo venne acquistato dall'Inter insieme ad Obafemi Martins. Riuscì anche ad esordire con la prima squadra in Coppa Italia.
Nel 2004 fu mandato in prestito all'Ascoli in Serie B, dove collezionò 25 presenze senza segnare alcuna rete. L'anno seguente passò in prestito alla Triestina: nella prima parte di stagione giocò poco, complice un infortunio, ma nel girone di ritorno, dopo la cessione di Denis Godeas e l'infortunio di Alessandro Tulli, diventò titolare nella formazione giuliana. Realizzò 8 gol in 16 presenze e fu determinante nella corsa alla salvezza.
Nel giugno 2006 Inter e Triestina trovano l'accordo per la comproprietà del calciatore.
Dopo 35 presenze e 3 reti nella stagione 2006-2007, Inter e Triestina, dopo aver rinnovato la comproprietà del cartellino, decisero di mandarlo in prestito allo Spezia. Dopo una prima parte di stagione con pochi scampoli di gara disputati, anche a causa di problemi di pubalgia, si guadagnò il posto da titolare da gennaio in poi, segnando 7 reti.
Il 25 giugno 2008 le due squadre proprietarie del cartellino trovarono l'accordo per il passaggio a titolo definitivo alla Triestina. Anche a causa di continui problemi fisici, non riuscì a ritagliarsi un ruolo importante nella squadra e totalizzò solamente 5 presenze.
Dopo le tre stagioni in alabardato, il 26 agosto 2009 firma un contratto annuale con il Gallipoli, matricola della cadetteria. Già a gennaio 2010, dopo solo quattro presenze in Serie B, si svincola e passa al Varese, in Lega Pro Prima Divisione. al termine della stagione, dopo solo 5 presenze con la maglia della squadra lombarda, rimane svincolato.
Nel mercato invernale del 2011 si accasa con i russi dell'Anži Machačkala. Dopo 7 presenze in un anno la squadra russa lo libera durante la pausa invernale.
In seguito trova un accordo con la squadra georgiana del Guria Lanchkuti,ma viene liberato poco dopo, senza essere riuscito ad esordire.
Segue poi un lungo periodo da svincolato,nel quale il giocatore sostiene provini con diverse squadre, senza riuscire a trovare un accordo anche a causa di problemi muscolari.Trova poi un accordo per allenarsi con l'Ifeanyi Ubah,senza venire impiegato in match ufficiali, per potersi tenere in allenamento.
Nell'agosto 2018 riesce finalmente a trovare un accordo con l'Al-Jabalain..
Al termine del contratto con la squadra saudita si ritira dal calcio

## Statistiche

### Presenze e reti nei club
Statistiche aggiornate al 27 agosto 2011.
| Stagione         | Squadra          | Campionato       | Campionato | Campionato | Coppe nazionali | Coppe nazionali | Coppe nazionali | Coppe continentali | Coppe continentali | Coppe continentali | Altre coppe | Altre coppe | Altre coppe | Totale | Totale |
| Stagione         | Squadra          | Comp             | Pres       | Reti       | Comp            | Pres            | Reti            | Comp               | Pres               | Reti               | Comp        | Pres        | Reti        | Pres   | Reti   |
| ---------------- | ---------------- | ---------------- | ---------- | ---------- | --------------- | --------------- | --------------- | ------------------ | ------------------ | ------------------ | ----------- | ----------- | ----------- | ------ | ------ |
| 2003-2004        | Inter            | A                | 0          | 0          | CI              | 1               | 0               | UCL                | 0                  | 0                  | -           | -           | -           | 1      | 0      |
| 2004-2005        | Ascoli           | B                | 24         | 0          | CI              | 1               | 0               | -                  | -                  | -                  | -           | -           | -           | 25     | 0      |
| 2005-2006        | Triestina        | B                | 16         | 8          | CI              | 0               | 0               | -                  | -                  | -                  | -           | -           | -           | 16     | 8      |
| 2006-2007        | Triestina        | B                | 35         | 3          | CI              | 5               | 3               | -                  | -                  | -                  | -           | -           | -           | 40     | 6      |
| 2007-2008        | Spezia           | B                | 29         | 7          | CI              | 0               | 0               | -                  | -                  | -                  | -           | -           | -           | 29     | 7      |
| 2008-2009        | Triestina        | B                | 5          | 0          | CI              | 2               | 1               | -                  | -                  | -                  | -           | -           | -           | 7      | 1      |
| Totale Triestina | Totale Triestina | Totale Triestina | 56         | 11         |                 | 7               | 4               |                    |                    |                    |             |             |             | 63     | 15     |
| 2009-gen. 2010   | Gallipoli        | B                | 4          | 0          | CI              | 0               | 0               | -                  | -                  | -                  | -           | -           | -           | 4      | 0      |
| gen.-giu. 2010   | Varese           | PD               | 4          | 0          | CI-LP           | 1               | 0               | -                  | -                  | -                  | -           | -           | -           | 5      | 0      |
| set. 2010        | Anži Machačkala  | PL               | 3          | 0          | CR              | 0               | 0               | -                  | -                  | -                  | -           | -           | -           | 3      | 0      |
| 2011-2012        | Anži Machačkala  | PL               | 4          | 0          | CR              | 0               | 0               | -                  | -                  | -                  | -           | -           | -           | 4      | 0      |
| Totale           | Totale           | Totale           | 125        | 18         |                 | 8               | 4               |                    |                    |                    |             |             |             | 133    | 22     |